# Snagit
Snagit（原名SnagIt）是Windows和macOS的屏幕捕捉和屏幕录制软件。它是由TechSmith创建和开发的，于1990年首次推出。Snagit有英语、法语、德语、日语、葡萄牙语和西班牙语版本。
Snagit取代了原生的打印屏幕功能，并通过附加功能对其进行了扩展。